# Saint-Goarshausen
Saint-Goarshausen (Sankt Goarshausen en allemand) est une commune de Rhénanie (land de Rhénanie-Palatinat) en Allemagne.
La ville, touristique, est située à proximité du rocher de Lorelei. Le château du Katz domine la ville.

## Musées
- Musée de la vieille ville[1]

## Musique
A proximité de la commune, une scène permet concerts musicaux en tous genres. En particulier, elle accueille depuis 2006, le festival de rock progressif mondialement renommé Night of the Prog.